# 선거숙정운동
선거숙정운동(選挙粛正運動 센쿄슈쿠세이운도우[*])은 일본의 보통선거법이 제정된 이후 1920년대 ~ 1930년대에 공명정대한 선거 실시를 목표로 열린 선거 정화 운동이다.
제2차 호헌운동의 결과, 보통선거법이 제정되어 정당내각이 자리잡았다. 하지만 선거에 얽힌 뇌물 수수 등의 문제도 부상했으며, 이를 우려한 고토 신페이 등에 의해 국민의 선거에 대한 관심을 높일 수 있는 계몽 활동을 통해 선거 부패를 방지하려고 했다. 이후 하마구치 내각에서 "선거혁정심의회"(選挙革正審議会)를 설치하는데, 5·15 사건에 의해 정당내각은 종말을 맞고, 고토 신페이의 선거숙정운동은 좌절되었다.
정당내각이 끝나고 중간내각 시대가 되자 이 운동에 주목한 것이 소위 "혁신관료"들이었다. 그들은 정당이 정치행정상 부패의 근원이며, 궁극적으로는 정당을 해체해야 한다고 생각했다. 이것은 1929년에 고인이 된 고토 신페이의 원래 이념과는 근본적으로 상반된 것이었지만, 정계 정화를 요구하는 국민 여론을 배경으로 정당 박멸을 추진하려 했다.
사이토 내각에서 선거법 개정이 이루어지고 선거 사범 등에 대한 엄벌화가 이어졌다. 1935년 오카다 내각은 현지사를 회장으로 하는 선거숙정위원회를 설치했다. 또한 전 총리 사이토 마코토를 내세워 각종 민간단체를 규합해 선거숙정중앙연맹을 조직했다. 이러한 일련의 움직임의 그림자 속에서는 당시 혁신관료들에게 절대적 지지를 받고 있던 고토 후미오 내무대신과 그가 이끄는 내무성의 압력이 존재했다. 또한 내무성에 의해 정내회(일종의 반상회)가 조직화되고, 선거숙정운동을 위해 개최되는 "부락 간담회" 등의 자리에서 애국심 고취 활동도 이루어지는 등 전국민적인 교화운동이 추진되었다.
그 뒤 1942년, 익찬선거관철운동(翼賛選挙貫徹運動)으로 선거숙정운동은 발전적 해산되었다.
"깨끗한 한 표", "(선거에) 나가고 싶은 사람보다는 나가야 하는 사람" 등의 슬로건도 선거숙정운동 때 만들어졌다.